# Misamis Occidental

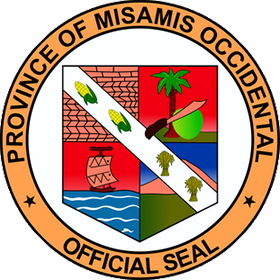
Siegel der Provinz Misamis Occidental

Misamis Occidental ist eine Provinz der Philippinen. Sie befindet sich im Norden der Insel Mindanao und gehört geographisch zur Halbinsel Zamboanga. Politisch ist sie dem Bezirk X Northern Mindanao zugeordnet.
Die Hauptstadt der Provinz ist Oroquieta City.
Die Gouverneurin der Provinz heißt Herminia M. Ramiro.

## Geographie

Lage von Misamis Occidental

Misamis Occidental liegt an der nordöstlichen Ecke der Halbinsel Zamboanga und ist an drei Seiten von Wasser umgeben, nämlich von der Mindanaosee, der Bucht von Iligan und der Bucht von Panguil, einem Ausläufer der Iliganbucht. Die Provinz grenzt an Zamboanga del Norte und Zamboanga del Sur im Westen und wird durch die Bucht von Iligan von der Provinz Lanao del Norte getrennt.
Die Provinz hat eine Gesamtfläche von 1.939,3 km².
Die Provinz zeichnet sich neben langen Küstenabschnitten auch durch eine teils hügelige, teils ebene Topologie aus. An ihren westlichen Grenzen wird das Terrain schroff und bergig. Der Mt. Malindang ist mit 2425 m der höchste Berg der Provinz und die höchste Erhebung der gesamten geographischen Halbinsel von Zamboanga.

## Demographie und Sprache
Nach der Volkszählung aus dem Jahr 2000 hat Misamis Occidental eine Einwohnerzahl von 486.723, was die Provinz an die 28. Stelle der Bevölkerungsstatistik der Philippinen setzt. Im Durchschnitt kommen 251 Einwohner auf einen Quadratkilometer. Dies bedeutet in dieser Kategorie den 27. Platz.
Der am häufigsten verwendete Sprache ist Sabanon (ausgesprochen Subanen) und wird hauptsächlich von Mitgliedern der Volksgruppe der Subanon benutzt, die die Gegend seit vielen Jahrhunderten besiedeln. Daneben ist Cebuano ebenfalls weit verbreitet; eine Verständigung ist aber auch mit den Sprachen Tagalog und Englisch möglich.

## Wirtschaft
Aufgrund der Tatsache, dass ein Großteil der Provinz an Wasser grenzt, ist die Fischerei das Hauptwirtschaftsprodukt. So sind Fische und Meeresfrüchte das wichtigste Exportgut von Misamis Occidental.
Weitere Exportgüter sind handwerklich hergestellte Produkte wie Kokosmatten, Keramiken und Töpferwaren. Aber auch botanische Erzeugnisse wie Schnittblumen, Zierpflanzen und Setzlinge für Obstbäume werden von hier aus vertrieben.
Touristisch ist die Stadt Tangub, die den Beinamen "Christmas Symbols Capital of Mindanao" (Hauptstadt der Weihnachtssymbole in Mindanao) trägt, vor allem zur Weihnachtszeit interessant.

## Verwaltungsgliederung
Misamis Occidental ist politisch in 14 Verwaltungsgemeinden und drei Städte unterteilt.
Die Verwaltungsgemeinden wiederum sind in insgesamt 490 Baranggays (Ortsteile) untergliedert. Die Provinz ist in zwei Kongress-Distrikte aufgeteilt.

### Städte
- Oroquieta City
- Ozamis City
- Tangub City

### Verwaltungsgemeinden
| - Aloran - Baliangao - Bonifacio - Calamba - Clarin - Concepcion - Don Victoriano Chiongbian (Don Mariano Marcos) | - Jimenez - Lopez Jaena - Panaon - Plaridel - Sapang Dalaga - Sinacaban - Tudela |

## Klima
Das Klima in der Provinz ist feuchtwarm und tropisch. Über das gesamte Jahr hinweg treten jedoch keine ausgesprochen lange Regenperioden auf. Die durchschnittliche Niederschlagsmenge der letzten zwanzig Jahre beträgt 182,5 mm.
Die regenreichsten Monate sind der November und der Dezember; am trockensten sind die Monate Februar bis April.
Die Provinz liegt außerhalb des Taifungürtels, wird aber von Zeit zu Zeit von heftigen Sturmböen heimgesucht.

## Geschichte
Ursprünglich gab es nur eine Provinz mit dem Namen Misamis. Mit dem Legislative Act Nr. 3537 vom 2. November 1929 wurde diese Provinz in die zwei Provinzen Misamis Occidental mit der Hauptstadt Oroquieta City und Misamis Oriental mit der Hauptstadt Cagayan de Oro geteilt.
Die Provinz Occidental schloss die Ortschaften Baliangao, Lopez Jaena, Tudela, Clarin, Plaridel, Oroquieta, Aloran, Jimenez und Misamis ein. Diese neun ursprünglichen Verwaltungsgemeinden der Provinz Misamis Occidental wurden zu den drei Städten Ozamiz, Oroquieta and Tangub vereint. Darüber hinaus blieben 14 Verwaltungsgemeinden der Provinz als solche erhalten.
Der Name Misamis soll dem Wort "Kuyamis" aus dem Dialekt Subano entstammen, was sich auf eine süße Kokosnussart bezieht, dem Hauptanbauerzeugnis der frühen Siedler dieser Gegend.
Mit den Jahren wurde der Begriff mit dem Ort gleichgesetzt und, nach der Ankunft spanischer Siedler nicht zuletzt durch diese, zu der heutigen Bezeichnung „Misamis“ abgewandelt.

## Sehenswürdigkeiten
- Der Mount-Malindang-Nationalpark
- Die größte Pfeifenorgel von Mindanao aus Deutschland (Ozamiz City)
- Baon-Baon Islands (Seven Islands, Plaridel)
- Die alte spanische katholische Kirche (Jimenez)
- Hoyohoy Highland Park (Tangub City)
- Der Lake Duminagat (Don Victoriano)
- Cotta Beach (Ozamiz City)
- Die heißen Quellen von Sibucal (Oroquieta City)